# 飞骑桥
飞骑桥是三國時期位於合肥的一座橋樑，《三國演義》作小師橋。其遺址現存於安徽省合肥市淮河路旁。漢建安二十年（公元215年），孫權親自率兵十萬，進攻合肥。而駐守合肥的張遼、李典、樂進僅領有七千人。面對強敵，張遼選擇了先發制人，他率八百人衝入敵陣，導致了吳軍的潰敗。孫權在凌統的保護下騎馬逃走，但是逍遙津的渡口上的橋樑已被破壞，於是他把馬向後牽隨後蓄力，終於跳過了這一渡口。當地人於是稱此為飞骑桥。